# Tino Anjorin
Faustino Adebola Rasheed Anjorin, meglio noto come Tino Anjorin (Poole, 23 novembre 2001), è un calciatore inglese, centrocampista del Torino in prestito dall'Empoli.

## Biografia
Anjorin è nato nel Dorset da madre britannica e padre nigeriano. Il suo nome è un tributo al calciatore colombiano Faustino Asprilla, di cui il padre era un estimatore.

## Caratteristiche tecniche
Di ruolo centrocampista centrale, può andare su e giù per il campo, attaccare, inventare ed essere creativo. Al contempo torna anche indietro per difendere. Di piede destro, dispone di buona fisicità e visione di gioco.

## Carriera

### Club

#### Gli inizi, Chelsea e vari prestiti
Cresciuto nel settore giovanile del Chelsea, debutta in prima squadra il 25 settembre 2019 in occasione del match di Coppa di Lega vinto 7-1 contro il Grimsby Town; l'8 marzo seguente gioca anche il suo primo incontro di Premier League, subentrando nella ripresa della partita vinta 4-0 contro l'Everton.
L'8 dicembre 2020 fa il suo esordio in Champions League con i Blues, partendo titolare (prima volta per lui in carriera) in occasione del pareggio per 1-1 contro il Krasnodar.
Il 1º settembre 2021 viene ceduto in prestito annuale con opzione di acquisto alla Lokomotiv Mosca. Il 31 gennaio 2022 il prestito viene rescisso, in quanto il club russo non poteva superare il limite di stranieri in rosa (oltre che per l'assenza per infortunio di Anjorin), e contestualmente viene girato in prestito all'Huddersfield Town.

#### Empoli
Il 29 agosto 2024 viene acquistato a titolo definitivo dall'Empoli. Esordisce con i toscani e in Serie A il 14 settembre, subentrando ad Alberto Grassi nel corso del secondo tempo della partita contro la Juventus, pareggiata per 0-0. Il 20 aprile 2025 segna il suo primo gol in serie A, firmando la rete che consente all'Empoli di pareggiare la partita casalinga contro il Venezia (2-2). Il 10 maggio seguente va a segno nel successo per 2-1 nello scontro diretto contro il Parma. Nonostante queste due reti non è riuscito a evitare la retrocessione dei toscani, arrivata all'ultima giornata a seguito della sconfitta interna per 1-2 nello scontro diretto contro il Verona.

#### Torino
Il 4 luglio 2025, Anjorin viene acquistato in prestito con obbligo di riscatto  dal Torino, sempre in Serie A, per 4.5 milioni di euro, firmando un contratto triennale, con opzione per un'ulteriore stagione.

### Nazionale
Ha giocato nelle nazionali giovanili inglesi Under-17, Under-18, Under-19 e Under-20.

## Statistiche

### Presenze e reti nei club
Statistiche aggiornate al 24 maggio 2025.
| Stagione            | Squadra             | Campionato          | Campionato | Campionato | Coppe nazionali | Coppe nazionali | Coppe nazionali | Coppe continentali | Coppe continentali | Coppe continentali | Altre coppe | Altre coppe | Altre coppe | Totale | Totale |
| Stagione            | Squadra             | Comp                | Pres       | Reti       | Comp            | Pres            | Reti            | Comp               | Pres               | Reti               | Comp        | Pres        | Reti        | Pres   | Reti   |
| ------------------- | ------------------- | ------------------- | ---------- | ---------- | --------------- | --------------- | --------------- | ------------------ | ------------------ | ------------------ | ----------- | ----------- | ----------- | ------ | ------ |
| 2019-2020           | Chelsea             | PL                  | 1          | 0          | FACup+CdL       | 0+1             | 0               | -                  | -                  | -                  | -           | -           | -           | 2      | 0      |
| 2020-2021           | Chelsea             | PL                  | 0          | 0          | FACup+CdL       | 2+0             | 0+0             | UCL                | 1                  | 0                  | -           | -           | -           | 3      | 0      |
| Totale Chelsea      | Totale Chelsea      | Totale Chelsea      | 1          | 0          |                 | 3               | 0               |                    | 1                  | 0                  |             | -           | -           | 5      | 0      |
| 2021-gen. 2022      | Lokomotiv Mosca     | PL                  | 7          | 0          | CR              | 0               | 0               | UEL                | 2                  | 1                  | -           | -           | -           | 9      | 1      |
| gen.-giu. 2022      | Huddersfield Town   | FLC                 | 7          | 1          | FACup           | 1               | 0               | -                  | -                  | -                  | -           | -           | -           | 8      | 1      |
| 2022-2023           | Huddersfield Town   | FLC                 | 8          | 2          | CdL             | 1               | 0               | -                  | -                  | -                  | -           | -           | -           | 9      | 2      |
| Totale Huddersfield | Totale Huddersfield | Totale Huddersfield | 15         | 3          |                 | 2               | 0               |                    | -                  | -                  |             | -           | -           | 17     | 3      |
| 2023-2024           | Portsmouth          | FL1                 | 12         | 1          | FACup           | 1               | 0               | -                  | -                  | -                  | FLT         | 1           | 1           | 14     | 2      |
| 2024-2025           | Empoli              | A                   | 22         | 2          | CI              | 0               | 0               | -                  | -                  | -                  | -           | -           | -           | 22     | 2      |
| 2025-2026           | Torino              | A                   | 0          | 0          | CI              | 0               | 0               | -                  | -                  | -                  | -           | -           | -           | 0      | 0      |
| Totale carriera     | Totale carriera     | Totale carriera     | 57         | 6          |                 | 6               | 0               |                    | 3                  | 1                  |             | 1           | 1           | 67     | 8      |

## Palmarès

### Club

#### Competizioni giovanili
- FA Youth Cup: 1

Chelsea: 2017-2018

#### Competizioni internazionali
- UEFA Champions League: 1

Chelsea: 2020-2021
- Supercoppa UEFA: 1

Chelsea: 2021

#### Competizioni nazionali
- Football League One: 1

Portsmouth: 2023-2024